# Michael Moore (politiker)
Michael Moore, född 3 juni 1965 i Dundonald i County Down, är en brittisk liberaldemokratisk politiker. Han var minister för Skottland i regeringen Cameron från 2010 till 2013. Han är ledamot av brittiska underhuset sedan 1997.
Han föddes i Nordirland men växte huvudsakligen upp i Skottland.